# Cyprian Ngidi
Lindelani Cyprian Ngidi, né le 30 juin 1983 à Pietermaritzburg, est un céiste sud-africain pratiquant le slalom.

## Carrière
Il est médaillé d'or en C1 et en C2 avec Nteo Mokuthu aux Championnats d'Afrique de slalom 2009 à Cradock. Il remporte la médaille d'argent en C1 aux Jeux africains de 2011 à Maputo. Il remporte la médaille d'argent en C1 aux Championnats d'Afrique de slalom 2012 à Bethlehem et aux Championnats d'Afrique de slalom 2015 à Sagana. Il est aussi médaillé d'argent en C1 aux Championnats d'Afrique de descente 2015 à Sagana.
Il participe aux Jeux olympiques d'été de 2008 à Pékin.